# Свети Апостоли Елеуски
„Свети Апостоли“ (на гръцки: Άγιοι Απόστολοι Ελεούσης, Агии Апостоли Елеусис) е средновековна православна църква в град Костур (Кастория), Егейска Македония, Гърция.

## Местоположение
Църквата е разположена в шийката, разделяща северната от южната част на града. Традиционно храмът принадлежи към старата енория „Света Богородица Елеуса“.

## Архитектура
В архитектурно отношение църквата е еднокорабна базилика с дървен покрив. Построена е от камък и греди със сантрачи и кал за спойващ материал.

## Стенописи
Църквата е важен паметник, заради запазените си стенописи. Според единия надпис изписването на църквата е завършено на 23 юли 1547 година при митрополит Методий Костурски, а техен автор е Онуфрий Аргитис от Берат. Това е първата подписана негова творба. Надписът е разположен средата на северната стена на храма, между изображенията на светците в медальони. Състоянието на надписа не е добро и има много повредени и изличени букви. Най-добре документиран и изследван е от Йоргос Голомбияс и според този изследовател той гласи:
| „ | + ΑΝΕΚΕΝΙCΘΗ ΕΚ ΒΑΘΡΩΝ ΓΗC O ΘΕΙΟC KAI ΠANCΕΠΤΟC NAOC ΟΥΤΟC TOΝ ΑΓΙOΝ ΕΝΔΟΞOΝ ΚΑΙ ΠΑΝΕΦΥΜΩΝ ΑΠΟCTO[ΛΩΝ] /K(AI) KOΡΥΦΑΙΟΝ ΠΕΤΡΟΥ ΚΑΙ ΠΑΥΛΟΥ ΔΙΑ ΕΞΟΔΟΥ ΚΟΠΟΥ ΚΑΙ ΠΟΘΟΥ ΤΟΥ ΕΝΤΙΜΟΤΑΤΟΥ [ΑΡΧΟ]ΝΤΟ[C] KΥΡΟΥ ΓΕΩΡΓΙΟΥ /ΘΕΟΔΩΡΟΥ ΤΟΥ ΠΟΤΕ ΠΑΠΑ ΜΑΝΟΛΙ ΕΙC ΜΝΗΜΟCYNON AYTOY· META ΔΕ ΤΗΝ ΘΑΝΗΝ ΤΟΥ Κ[Υ]Ρ[ΟΥ] ΓΕΩΡΓΙΟΥ ΟΙ ΥΙΟΙ ΑΥΤΟΥ ΕΞΟ[ΔΕΥ] /CAN OC EIΠΕΝ ΕΝ ΤΗ ΔΙΑΘΗΚΕΙ ΑΥΤΟΥ· ΟΠΩC ICTOΡΙΘΗ Ο ΝΑΟC TOY Θ(ΕΟ)Υ ΕΥΔΟΚΟΥΝΤΟC· ANΗCΤΟΡΙΘΗ ΚΑΙ ΕΚΑΛΛΟΠΙCΤΗ ΕΙC ΔΟΞΑΝ / ΚΑΙ ΤΙΜΗΝ ΤΗC AΓΙ(ΑC) Κ(ΑΙ) ΖΩΑΡΧΕΙΚΗC ΤΡΙΑΔΟC K(AI) ΜΝΗΜΗΝ (ΚΑΙ) CΩΤΗΡΙΑΝ ΤΟΝ ΜΑΚΑΡΙΟΝ ΚΤΗΤΩΡΟΝ. ΤΟΥ ΚΥΡΟΥ ΓΕΩΡΓΙ(ΟΥ) CΥΝ ΤΗC CΥΜΒΙΟΥ Κ(ΑΙ) ΤΩΝ ΤΕΚΝΩΝ/ ΑΥΤΩΝ ΑΜΗΝ. ΕΤΕΛΛΙΟΘΗ ΕΤΗ ΑΠΌ ΑΔΑΜ ΖΝΕ (ΙΝΔΙΚΤΙΩΝ)ΟC E(HΛI)OY [Κ]Υ(Κ)ΛΟC KZ (CΕΛΗΝΗC) [K]Y(Κ)ΛΟC S AΠΟ ΔΕ ΤΗC ENCAΡΚΟΥ ΟΙΚΟΝΟΜΙ(ΑC) TOY K(YΡIO)Y ΗΜΩΝ Ι(ΗΣΟ)Υ Χ(ΡΙCTO)Y ΑΦ ΜΩΖ /ΙΟΥΛΙΩ ΚΓ ΕΠΕΙ ΤΗC ΑΡΧΕΙΕΡΑΤΙ(ΑC) ΤΟΥ Α΄ ΘΡΟΝΟΥ ΚΑCTOΡΙ(ΑC) KYΡΟΥ ΜΕΘΟΔΙΟΥ. Ο ΙCTOΡΙCAC ONOYΦΡΙΟC ΑΡΓΗΤΗC EK THC ΛΑΜΠΡΟΤΑΤΗC ΠΟΛΕΟC TON Β(ENETI)ON I OYN ΘΕΟΡΟΥΝΤΑΙC ΕΥΧΕCTE K(AI) MH KATΑΡΑCTE ΔΕΙΑ ΤΩΝ Κ(ΥΡΙΟ)Ν | “ |

Името на Онуфрий Зограф се споменава и във втория надпис - в протезиса на църквата:
| „ | + ΟΤΑΝ ΕΙC Θ(ΕΟ)Ν ΕΚΠΕΤΑCIC TAC XEI /ΡΑC COΥ Ω Θ(ΕΟ)Υ ΘΥΤΑ ΜΝΗCTΗΤΙ KAMOY / TOY AMAΡΤΩΛΟΥ ΚΑΙ ΑΜΑΘΟΥC O /NOYΦΡΙΟΥ ΤΑΧΑ ΚΑΙ ΖΩΓΡΑΦΟΥ | “ |

Добре запазени са стенописите на източната стена. На северната са частично запазени, а на западната значително разрушени. От тези на южната стена са запазени само стенописите близо до олтара.
В 1990 година църквата е обявена за исторически паметник.
Във второто десетилетие на XXI век е свалена външната мазилка на храма, за да се вижда оригиналната зидария.
- Стенописи, 1547 г.
- Стенописът с патронното изображение
- Светци и ктиторският надпис на северната стена
- Свети Георги
- Света Богородица Ширшая небес в апсидата
- Христос по-стар от дните
- Сваляне от кръста